# La Esperanza (Carmiel)
La Esperanza es una escultura de Nicky Imber que representa a una mujer levantando con orgullo a su hijo al cielo, simbolizando el anuncio de una nueva generación. Lleva el nombre del himno nacional israelí "Hatikva" (La esperanza) y es parte del Parque conmemorativo del Holocausto titulado "Del Holocausto a la Resurrección", ubicado en Carmiel, Israel.
Al salir del campo de concentración nazi de Dachau, Imber se prometió dedicar su vida artística para perpetuar los recuerdos del Holocausto. En 1978 se comenzó a trabajar en el Parque conmemorativo del Holocausto en Carmiel.
La estatua de la Esperanza es la escultura más alta en la tercera parte de la serie. La escultura es de bronce con una pátina verde, y le llevó a los seis integrantes del equipo de Imber aproximadamente cinco meses de trabajo para ir a través de las etapas de cemento y de cera antes de llegar a la fundición del bronce final.